# داتموکراسی

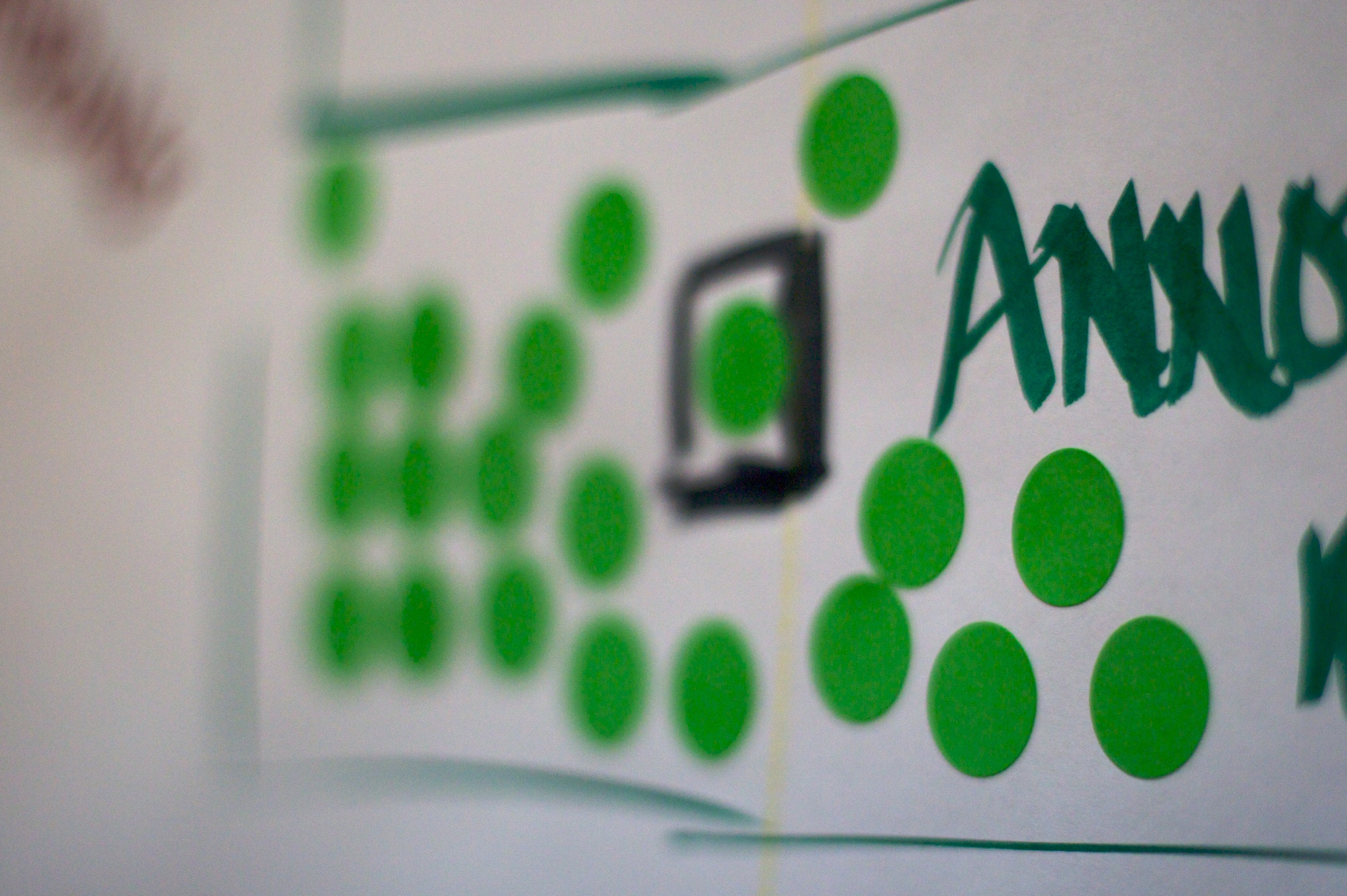
داتموکراسی با استفاده از برچسب

داتموکراسی (به انگلیسی: dotmocracy) یک ابزار تصمیم‌گیری گروهی و مشارکتی است.در این ابزار، شرکت‌کنندگان با استفاده از تعداد محدودی از برچسب‌ها (عموما به شکل نقطه) به گزینه‌های انتخابی خود رای می‌دهند. روش اصلی این رویکرد شکلی از رای‌گیری انباشته است اما نویسنده کتاب راهنمای داتموکراسی تغییراتی را در روش اجرای آن پیشنهاد می‌دهد که با رای‌گیری تفاوت دارد زیرا برخلاف رای‌گیری گزینه‌های ثابتی ندارد و از طرفی نتیجهٔ آن هم قطعی نیست و برای درک نظرات جمعی مردم درمورد طیف گسترده‌ای از ایده‌ها بسیار مشارکتی‌تر و مفیدتر است. تفاوت این روش با روش اصلی ثابت نبودن گزینه‌هاست که توسط شرکت‌کنندگان طرح می‌شوند و قوانین جدی‌تری برای آن در نظر گرفته‌شده است. اما اطلاعات زیادی در مورد روش قدیمی در دست نیست. قبل از فرایند داتموکراسی، تعداد برچسب‌هایی که باید به هرشرکت‌کننده داده‌شود، توسط تسهیل‌گر مشخص می‌شود. سپس به هر یک از شرکت‌کنندگان به همان تعداد برچسب نقطه داده‌می‌شود. شرکت‌کنندگان برچسب را در کنار گزینه‌های ارائه شده مورد علاقه خود، قرار می‌دهند. گاهی به جای برچسب با رسم علائم رای‌ها مسخص می‌شوند. درواقع داتموکراسی یک فعالیت گروهی ساده است که سعی می‌کند ترجیحات گروه را در میان گزینه‌های محدود تشخیص دهد.

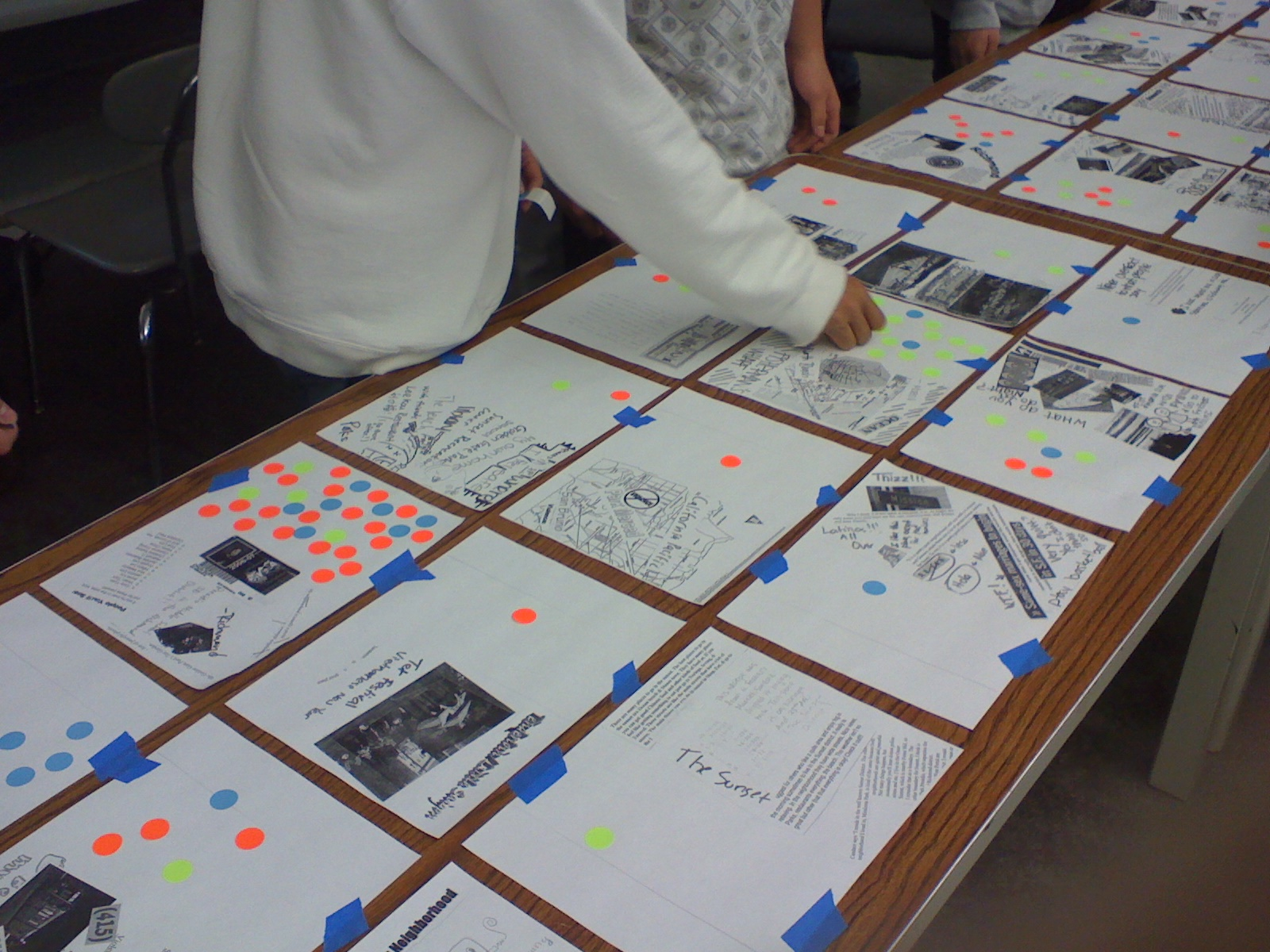
داتموکراسی

## فرایند کلی
در متن راهنمای داتموکراسی سه نقش اصلی برای افرادی که در فرایند داتموکراسی درگیر هستند، تعریف شده است:
میزبان‌ها: نمایندگان سازمان (هایی) که از فرایند حمایت کرده‌اند و مسئولیت هدایت اقدامات در مورد نتایج را خواهند داشت. میزبانان برای کمک به تصمیم‌گیری در مورد جنبه‌های کلیدی طرح جلسه داتموکراسی با تسهیل‌کنندگان کار می‌کنند.
شرکت‌کنندگان: افرادی که در این فرایند شرکت می‌کنند و ایده‌ها و نظرات خود را به اشتراک می‌گذارند. شرکت‌کنندگان می‌توانند ذینفع‌ها باشند، یعنی کسانی که تحت تأثیر نتیجه تصمیم قرار خواهند گرفت.
تسهیل‌گرها: افرادآموزش دیده‌ای هستند که فرایند داتموکراسی را برنامه‌ریزی، آماده و مدیریت می‌کنند و در عین حال نسبت به محتوا بی‌طرف هستند.
فرایند داتموکراسی به شرح زیر است:
1. در مورد موضوع اطلاعات کسب کنید.
2. موضوع و سؤال‌ها را ارائه دهید.

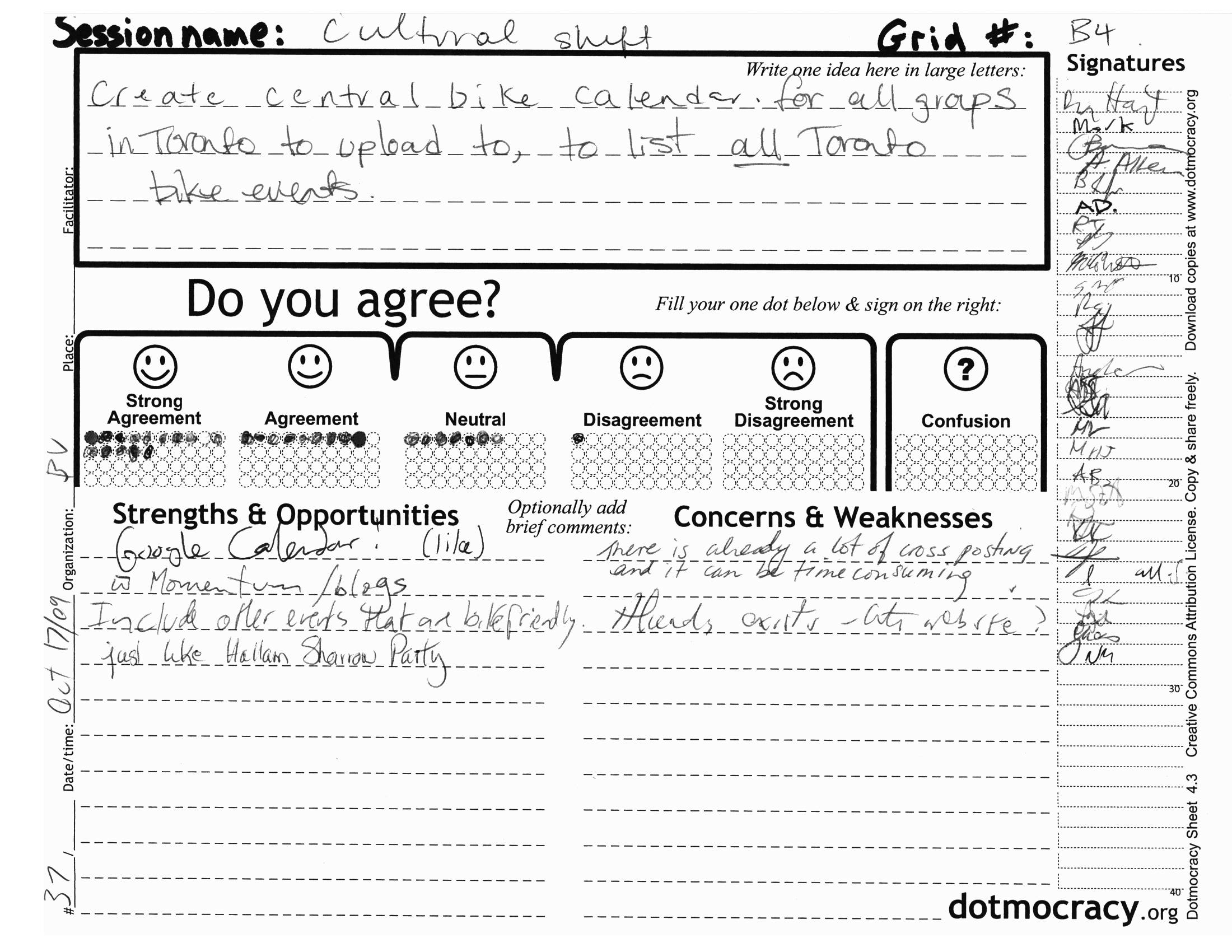
نمونه‌ای از یک برگه داتموکراسی

3. در مورد پاسخ‌های احتمالی بحث کنید.
4. ایده‌ها را روی برگه‌های داتموکراسی بنویسید.
5. نظرات را با نقطه‌ها مشخص کنید.
6. . نتایج را گزارش کنید.

در مرحله چهارم ارائه گزینه‌ها می‌تواند توسط تسهیل‌گر صورت بگیرد یا به شرکت کنندگان واگذار شود.

## تاریخچه داتموکراسی
خاستگاه داتموکراسی به‌طور دقیق مشخص نیست. نویسنده کتاب راهنمای داتموکراسی می‌گوید من ورق‌های دموکراسی نقطه‌ای را پس از الهام گرفتن از یک فرایند گروه بزرگ ساده‌تر به نام «چند رای‌گیری»، «رای‌گیری نقطه‌ای»، «دموکراسی نقطه‌ای» یا «رای دادن با نقطه» در میان نام‌های دیگر ایجاد کردم. در رای‌گیری چندگانه، شرکت‌کنندگان در گزینه مورد علاقه خود با استفاده از تعداد محدودی از برچسب‌ها یا علامت‌ها با قلم رای می‌دهند برچسب‌های نقطه‌ای رایج‌ترین هستند. با انتشار اولین نسخه او از کتاب راهنمای داتموکراسی در سال ۲۰۰۶، این فرایند دیگر از برچسب‌ها استفاده نمی‌کرد و به وضوح توسط قوانین و الزامات تعریف شده بود.

## رویکردهایی برای اجرای داتموکراسی در درون و خارج از یک جلسه
داتموکراسی در جلسات به بهترین شکل صورت می‌گیرد. چرا که جلسات بهترین فرصت را برای یادگیری جمعی، مکالمات انتقادی، روشنگرانه و نقطه‌گذاری بسیار سازنده فراهم می‌کند. اما روش دیگری که برای انجام داتموکراسی وجود دارد برگزاری آن بدون جلسه حضوری یا ایجاد دیوار داتموکراسی در یک مکان قابل دسترس است. هر کدام از این روکردها در زیر توضیح داده می‌شوند:

### رویکرد اجرای داتموکراسی در یک جلسه
در این رویکرد کل یا بخشی از جلسه به داتموکراسی اختصاص داده می‌شود؛ بدین معنا که به انجام فرایند نوشتن ایده‌ها و نقطه گذاری زمان قابل توجهی در دستور کار جلسه اختصاص داده می‌شود.

#### مزایا
- اینکه چه کسی در جلسه شرکت کند قابل برنامه‌ریزی است.
- توضیحات می‌تواند به صورت زنده همراه با رسانه‌ها یا گفتوگوی افراد مهم ارائه شود.
- شرکت کنندگان فرصت بحث کردن و شکل‌دادن به ایده‌ها را در گروه‌های کوچک دارند.
- زمانی که برای انجام این فرایند اختصاص داده شده این امکان را به شرکت کنندگان می‌دهد تا کارهای بارش فکری، بحث کردن، تهیه پیش نویس ایده‌ها و نقطه گذاری را انجام دهند.[۱]
- یک حرکت بزرگ تیمی می‌تواند به سرعت نتایج زیادی را ارائه دهد.
- شرکت کنندگان می‌توانند با یکدیگر ملاقات کنند و با هم آشنا بشوند.
- نتایج فرایند را می‌توان با همه افراد اعلام کرد و احساس موفقیت تیم را جشن گرفت.[۱]

#### معایب
- برای اجرایی کردن این رویکرد احتیاج به یک مکان و تدارکات جلسات بزرگ نظیر صندلی، تنقلات و نوشیدنی، وسایلی برای استفاده همزمان تمامی افراد و سیستم‌های صوتی/ تصویری داریم.
- کسانی که امکان شرکت در این جلسه را نداشته باشند احتمال دارد از روند انجام این فرایند حذف شوند.[۱]

### رویکرد اجرای داتموکراسی خارج از یک جلسه
فرایند این رویکرد در طول چندین ساعت یا چندین روز انجام می‌گیرد؛ که ممکن است زمان پایان این فرایند بدون برنامه‌ریزی از پیش تعیین شده باشد. بسته به شرکت‌کنندگان مورد نظر، دیوار داتموکراسی می‌تواند در فضای اشتراکی یک سازمان مانند یک ورودی، اتاق ناهار، راهرو یا در یک فضای عمومی مانند ساختمان عمومی، میدان یا پارک قرار بگیرد. ممکن است برای مدیریت وسایل و تشویق به مشارکت، نیاز به حضور تسهیل‌گرانی باشد؛ اگرچه برای شرکت‌کنندگان با تجربه، این فرایند ممکن است عمدتاً به صورت خودکار مدیریت شود.

#### مزایا
- حداکثر فرصت را برای افرادی که برنامه‌های رقابتی دارند برای شرکت فراهم می‌شود.
- تنها چند دقیقه برای شرکت افراد در این فرایند هنگام اوقات فراغتشان نیاز است.
- برای تصمیم‌گیری بدون داشتن جلسه مفید است.[۱]

#### معایب
- ممکن است ساعت‌ها، روزها یا هفته‌ها طول بکشد تا به سطح مشارکت انجام شده در این رویکرد، برابر با سطح مشارکت در رویکرد «انجام داتموکراسی در یک جلسه» شود.
- شرکت‌کنندگان عموماً فرصت کافی برای داشتن گفتگوی مستقیم در رابطه با ایده‌ها ندارند.
- شرکت‌کنندگان از نظر ذهنی کمتر بر روی موضوع تمرکز می‌کنند و همچنین این احتمال وجود دارد که به مسائل پیچیده کمتر دقت کنند.[۱]

## عوامل و فاکتورهای مؤثر بر فرایند داتموکراسی
- تسهیلگران، سازمان میزبان و سایر شرکت‌کنندگان
- تنوع و کمیت ایده‌های سنجیده که هر کدام از شرکت‌کنندگان به وضوح در برگه داتموکراسی خود نوشته شده‌اند
- تعداد شرکت‌کنندگان و دیدگاه‌ها
- کیفیت اطلاعات و میزان درک شرکت‌کنندگان از موضوع مورد نظر
- داشتن روحیه منسجم همکاری و داشتن اهداف مشترک در درون گروه
- تمایل به استفاده از داتموکراسی
- زمان برای بررسی عمیق، تأمل و شکل‌دادن مجدد به ایده‌ها
- ایجاد فرصت شرکت رای‌دهندگان در فرایند شناسایی و بحث در مورد الگوهای موجود
- تکرار فرایند یادگیری، بحث و نقطه‌گذاری
- تکرار سوالات مشابه و مرتبط در طول زمان و در زمینه‌های مختلف. تشابه و تفاوت بین نتایج جلسات مختلف را تشخیص دهید.
- کمک گرفتن از افراد متخصص در تحلیل و تفسیر نتایج[۱]

هر یک از این عوامل گفته شده نسبتاً انتزاعی هستند، اما با باتجربه‌تر شدن در تسهیل فرایند داتموکراسی، مشخص می‌شود که بسته به موقعیت کدام عوامل نیازمند توجه بیشتری هستند.

## مزایا و معایب

### مزایا
- رای‌گیری نقطه ای یک روش سریع و ساده برای اولویت بندی یک لیست طولانی از گزینه‌ها است.[۴]
- در این روش نیاز کمتری به اولویت بندی گزینه‌ها وجود دارد زیرا شرکت‌کنندگان می‌توانند ترجیحات خود را به‌طور همزمان انتخاب کنند.[۴]
- همچنین احساس تعامل ایجاد می‌کند و به شرکت کنندگان اجازه می‌دهد تا فرایند تصمیم‌گیری را در عمل ببینند و درک کنند که چگونه انتخاب نهایی انجام شده است.[۴]

### معایب و انتقادات
- برخی از منتقدین معتقد هستند که نظرات شرکت کنندگان بر روی هم اثرگذار هستند زیرا پیروی از جمعیت بخشی از طبیعت اجتماعی انسان است. ٰدرواقع اغلب مردم جمعیت را دنبال می‌کنند. در نتیجه ما به گزینه‌هایی که قبلاً انتخاب شده‌اند توجه بیشتری می‌کنیم. این پدیده روان شناختی اثر ارابه موسیقی نامیده می‌شود.[۵]
- از دیگر معایب این روش می‌تواند تقسیم آرا باشد که همچنین به عنوان «اثر اسپویل» نیز شناخته می‌شود و به این معنی است که آرا بین گزینه‌های مشابه تقسیم می‌شود، که به یک گزینه متفاوت مزیت ناعادلانه می‌دهد.[۵]
- احتمال تقلب، نامفهوم بودن یا از قلم افتادن گزینه‌ها، باعث می‌شوند نتایج بصورت دقیق قابل استناد نباشند.[۵]

## توصیه‌های برای بهبود بخشیدن به فرایند داتموکراسی
- تعداد گزینه‌ها را حدوداً ۱۲ تا یا کمتر نگه دارید. از شرکت‌کنندگان باید انتظار داشت که همه گزینه‌ها را قبل از چسباندن نقطه‌هایشان بررسی و مقایسه کنند. بررسی گزینه‌های زیاد می‌تواند طاقت‌فرسا باشد.
- پس از شروع نقطه‌گذاری نمی‌توان گزینه‌های جدید را به گزینه‌های قبلی اضافه کرد؛ زیرا این کار در رابطه با گزینه‌های قبلی منصفانه نیست.
- از گزینه‌های مشابه یا مرتبط با هم خودداری کنید؛ زیرا این موارد می‌توانند باعث تقسیم آرا شوند. این ممکن است شما را ملزم به ترکیب گزینه‌های کمتر کند.
- از افراد بخواهید ک تمام گزینه‌ها را مرور کنند و قبل از چسباندن، نقطه‌هایشان را برنامه‌ریزی کنند. این امر می‌تواند باعث تشویق بیشتر به رای‌گیری مستقل شود.
- به هر فرد تعدادی معادل حدوداً یک چهارم تعداد کل گزینه‌های موجود برچسب بدهید. چراکه کمتر بودن تعداد برچسب‌ها از تعداد گزینه‌ها منجر به توجه و بررسی بیشتر گزینه‌ها می‌شود.
- این موضوع را که شرکت‌کنندگان می‌توانند بیشتر از یک بار به یک گزینه رای دهند یا خیر، روشن سازید. اگر مشخص کنید فقط یک بار به هر گزینه می‌توان رای داد، ممکن است در نظر داشته باشید که برای هر شرکت‌کننده برچسب‌های منحصر به فرد و متفاوت از دیگران در نظر بگیرید تا مطمئن شوید هر فرد به گزینه یک با رای داده است (اگرچه این کار می‌تواند ناشناس بود فرایند رای‌گیری را کاهش دهد).
- از شخصی بخواهید که فرایند را تحت نظر داشته باشد تا مطمئن شود هیچ‌کس با اضافه کردن، کندن یا جابه‌جایی نقاط تقلب نمی‌کند. این کار باعث می‌شود راگیری قابل اعتمادتر بوده اما از ناشناس بودن آن می‌کاهد.
- نقاط را در دو رنگ به عنوان رای مثبت و رای منفی ارائه دهید. رنگ سبز و قرمز به شما این امکان را می‌دهد که ببینید کدام ایده‌ها دارای رای مخالف هستند.
- فرایند را بیش از یک بار با ترتیب‌های متفاوت گزینه‌های ارائه شده انجام دهید تا ببینید آیا الگوهای به دست آمده همانگونه باقی می‌مانند یا خیر. چراکه اغلب مردم تنها جمعیت را دنبال می‌کنند و به گونه‌ای نقطه‌گذاری خود را انجام می‌دهند که دیگران انجام داده‌اند.
- گسترش تعداد گزینه‌ها بهتر است به شرکت‌کنندگان واگذار شود. هرچند در صورت لزوم تسهیل‌کنندگان می‌توانند ایده‌های مختلفی را یک در یک گزینه واحد تثبیت شده‌اند، بسط دهند.

البته، انجام این نوع رای‌گیری تجمعی با استفاده از برگه‌های کاغذی یا آنلاین قابل اعتمادتر است. اما در این صورت این نظرسنجی تبدیل به یک نظرسنجی خسته‌کننده شده و به اندازه برچسب‌ها سرگرم‌کننده نخواهد بود.

## چه کسانی از داتموکراسی استفاده کرده‌اند؟
طیف گسترده‌ای از مردم به دلایل مختلف از داتموکراسی استفاده می‌کنند. در ادامه چند نمونه آورده شده است.

### نمونه‌هایی در جهان
جرمیکیدنر، مشاور مدیریت ریس در هنگ کنگ چین می‌گوید ما از برگه‌های داتموکراسی برای دریافت بازخورد در مورد مسائل کلیدی مربوط به اجرای پروژه برای یک شرکت ساختمانی استفاده کردیم.
دانانام استویکووی مدیر مدرسه ابتدایی پارک جنگل در ایالت متحده آمریکا نیز می‌گوید مدرسه ما از داتموکراسی برای کمک به یک تحقیق در سطح مدرسه استفاده کرد و با کودکان و بزرگسالان همکاری کرد تا اتاق ناهارخوری ما را بهبود بخشد.
جنمالزر برنامه‌ریز ارشد حمل و نقل شهرکلگری کانادا می‌گوید: داتموکراسی به اعضای جامعه این امکان را می‌داد ایده‌های خود را برای بهبود ایستگاه‌های حمل و نقل رتبه‌بندی کنند. شرکت کنندگان احساس می‌کردند این جلسه کمیته تا کنون بهترین جلسه بوده است.

### نمونه‌هایی در ایران
در سال ۱۳۹۶ مطالعه‌ای با عنوان اجرای مداخلات ارگونومی با استفاده از برنامه مشارکتی به روش پرفورم انجام و منتشر شده است.در این مطالعه مداخلات پیشنهادی کارکنان با استفاده از ایزار داتموکراسی به دست آمده و برای اجرا استفاده شده است. نگارنده‌های این مطالعه روند اجرای داتموکراسی در مطالعه‌شان را اینگونه بیان کرده‌اند: در این روش کارکنان بدون هیچ محدودیتی ایده‌های مداخلاتی خود را در جعبه ایده که بالای فرم قرار دارد یادداشت کردند و در معرض عموم قرار دادند روی (دیوار یا روی میزهای موجود در محل) سپس هر یک از آن‌ها با خواندن ایده‌های مداخلاتی جمع‌آوری شده نظر خود را دربارهٔ سطح موافقت با هر یک از ایده‌ها با پرکردن تنها یک دایره بیان کردند هر چه افراد با ایده نوشته شده موافق‌تر بودند، شکلک‌های خوشحال‌تر را در نظر گرفتند و دایره زیر آن را پر کردند. و اگر مخالف ایده ارائه شده بودند، دایره‌های زیر شکلک‌های بدحال‌تر را پر کردند. درادامه کارکنان در دو مربع پایین فرم قوت‌ها و ضعف‌های ایده پیشنهادی را بیان کردند و با در نظر گرفتن امضای خود در بخش راست فرم نظردهی در مورد ایده را پایان دادند سپس اعضای حلقه پرفورم پس از جمع‌بندی تمام ایده‌های مداخله‌ای و نقدهای صورت‌گرفته بر آن (با تمرکز بر پیشنهادهایی که بیشترین رأی را دارند راهکارهای کنترلی با کمترین هزینه و بهترین اثربخشی را انتخاب کردند و به صورت اطلاعیه‌ای مکتوب به اطلاع همه اعضای شرکت تولیدی رساندند؛ بنابراین نگارنده‌های این مطالعه، معتقد هستند با استفاده از داتموکراسی نه تنها امکان کسب ایده‌های پیشنهادی فراهم می‌شود بلکه کارکنان و حلقه پرفورم به نقد و بررسی این ایده‌ها می‌پردازند. آنها هدف استفاده از داتموکراسی را جلب پیشنهادهای کارکنان به صورت مشارکتی بیان کردند.